# Oldenburgisches Dragoner-Regiment Nr. 19

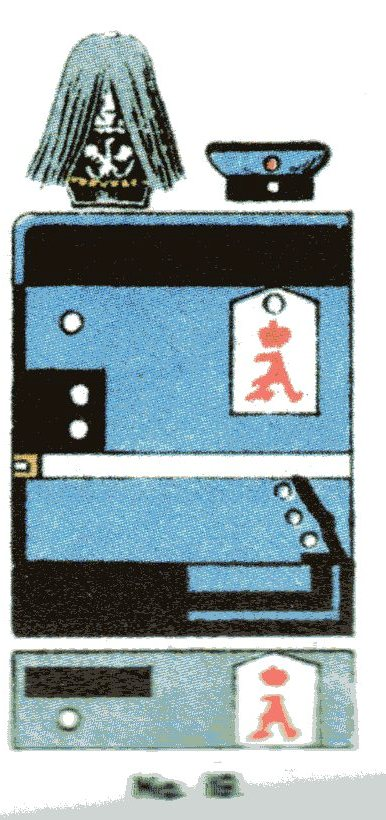
Uniform des Oldenburgischen Dragoner-Regiments Nr. 19 um 1912

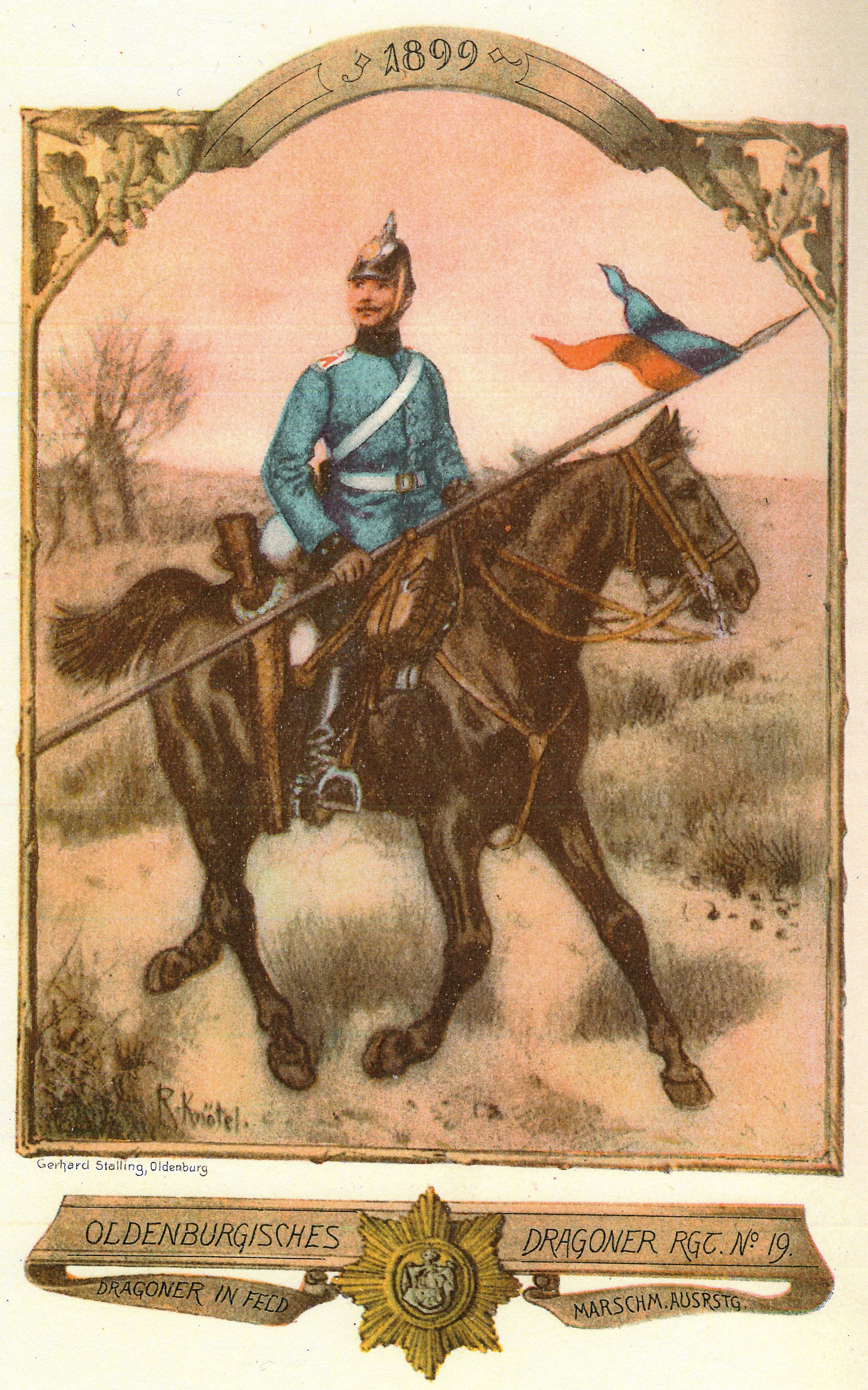
Dragoner des Regiments, 1899. Die Lanzenflagge in den oldenburgischen Farben blau-rot. Zeichnung von Richard Knötel dem Älteren.

Das Oldenburgische Dragoner-Regiment Nr. 19  war ein 1849 aufgestellter oldenburgischer Kavallerieverband, der von 1867 bis 1919 als Kontingent in die Preußische Armee eingestellt war. Es ist nicht mit dem Großherzoglich Oldenburgischen Landdragonerkorps zu verwechseln, von dem eine Brigade (Gendarmerie) ebenfalls in Osternburg stationiert war.

## Geschichte

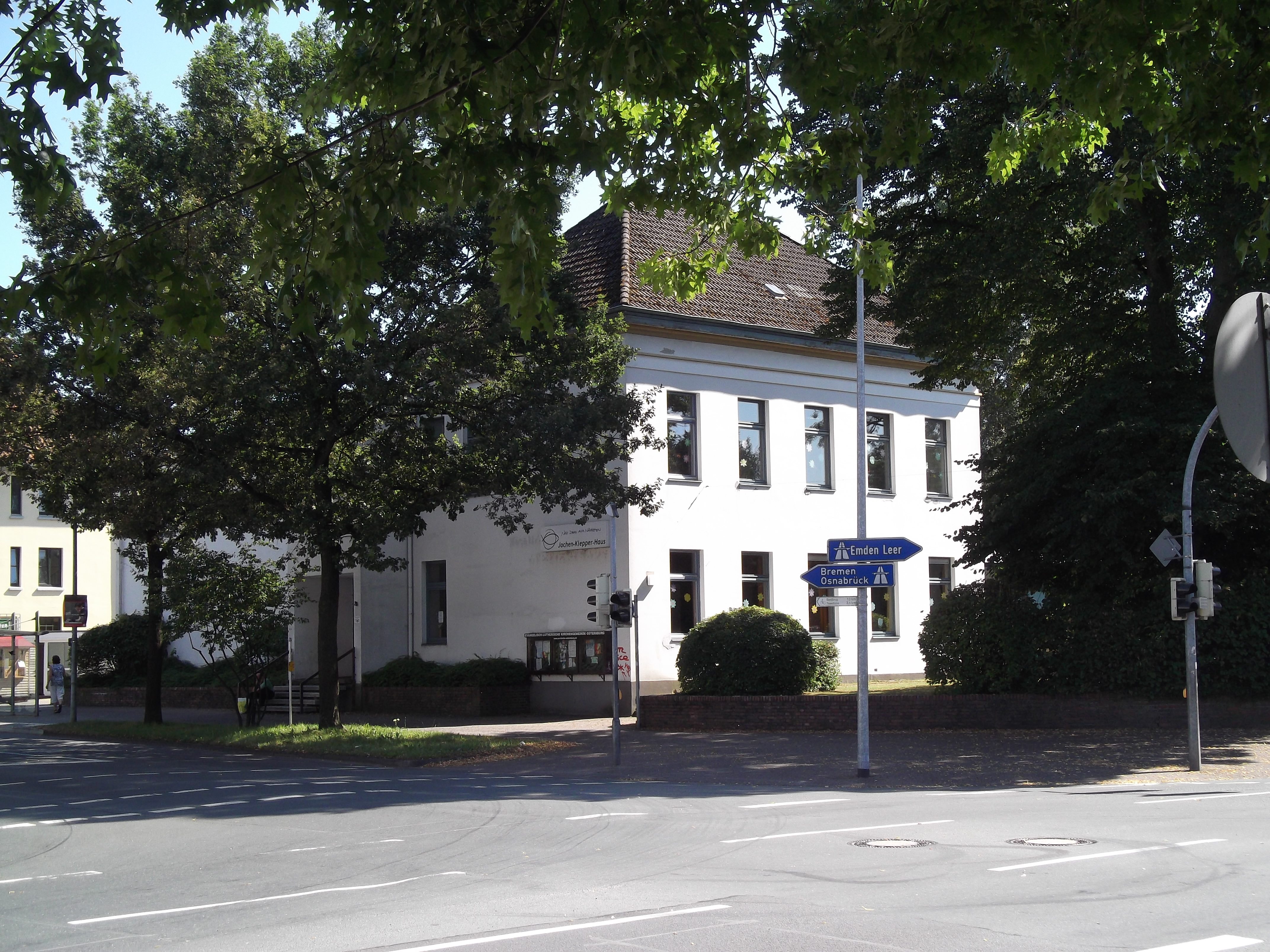
Ehemaliges Kasino des Oldenburgischen Dragoner-Regiments Nr. 19, gegenwärtig Jochen-Klepper-Haus der Kirchengemeinde Oldenburg-Osternburg

Am 26. April 1849 (Stiftungstag des Regiments) erließ Großherzog Paul Friedrich August von Oldenburg die Order zur Aufstellung eines Reiterregiments zu vier Eskadronen, das den Namen Großherzoglich Oldenburgisches Reiter-Regiment erhielt. Tatsächlich besaß der Verband aus Kostengründen nur drei Eskadronen. Die ersten 200 Rekruten wurden am 1./2. Mai 1849 eingestellt. Das Regiment gehörte als Teil des oldenburgischen Kontingents zur III. Oldenburgisch-Hanseatischen Brigade der 2. Division des X. Armeekorps des Bundesheeres und war in Oldenburg stationiert.

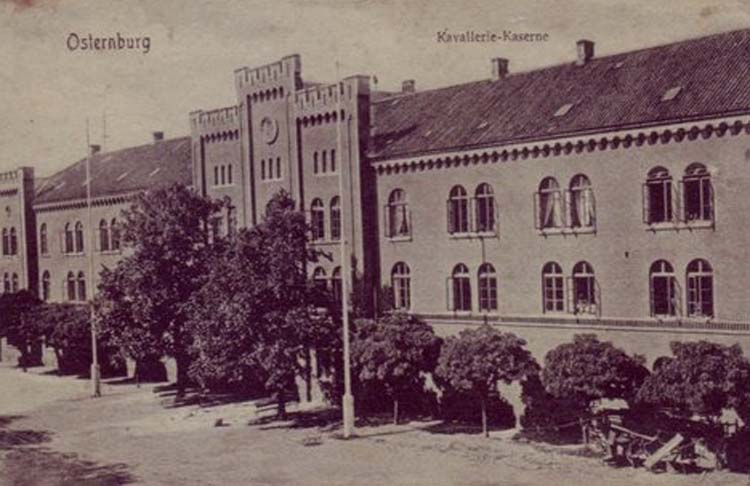
Osternburg KavKas

Da zunächst keine geeignete Liegenschaft zur Verfügung stand, musste das Regiment vorerst in einer Infanteriekaserne untergebracht werden. Die Pferde wurden während dieser Zeit in Privatställen vor dem Heiligengeisttor in Oldenburg eingestellt. Erst am 1. Mai 1859 konnte das Regiment die neue Kavalleriekaserne in Osternburg beziehen. Hier war es bis zur Auflösung 1919 untergebracht.
Die später als Dragoner-Kaserne bezeichnete Unterkunft wurde weiter von der Reichswehr, der Wehrmacht (Artillerie-Regiment 58) und ab 1964 von der Bundeswehr genutzt und ab dem 23. Juni 1980 abgerissen. An ihrer Stelle wurde bis September 1986 ein Gebäude für die Bundeswehrverwaltung errichtet, in dem bis 2012 das Kreiswehrersatzamt Oldenburg untergebracht war. Aktuell (2014) befindet sich in dem Gebäude das Verpflegungsamt der Bundeswehr sowie das Bundeswehr-Dienstleistungszentrum Oldenburg.
Nach dem Deutschen Krieg wurde das Regiment infolge der Militärkonvention vom 15. Juli 1867 in die Preußische Armee übernommen und führte ab 1. Oktober 1867 den Namen Oldenburgisches Dragoner-Regiment Nr. 19.
Regimentschef war der regierende Großherzog von Oldenburg.

### Deutscher Krieg
Im Deutschen Krieg war das Regiment als Teil des X. Armeekorps des Bundesheeres der preußischen Main-Armee unter Generalleutnant Edwin von Manteuffel zugeteilt und nahm hier Aufklärungs- und Patrouillendienste wahr. Am 24. Juli war es bei Werbach und Tauberbischofsheim sowie am 27. Juli 1866 bei der Beschießung von Würzburg.
Das Regiment kehrte am 22. September 1866 zusammen mit den anderen Truppenteilen des oldenburgischen Kontingents über Tweelbäke und Osternburg nach Oldenburg zurück, wo eine mehrtausendköpfige Menschenmenge das Kontingent empfing. Zu Beginn des Feldzugs waren die Offiziere mit Revolvern ausgerüstet worden.

### Deutsch-Französischer Krieg
Die Mobilmachung erfolgte am 20. Juli 1870. Sofort wurde ein Zug per Eisenbahn nach Schillig bei Wilhelmshaven transportiert, weil dort eine französische Landung von der Seeseite erwartet wurde. Nach einigen Tagen wurde der Zug zurück beordert. Am 29. Juli verließ das gesamte Regiment Oldenburg in drei Eisenbahnzügen.
- 06. August 1870 – Reservekavallerie ohne Kampfeinsatz in der Schlacht um die Spicherner Höhen
- 16. August 1870 – Attacke in der Reiterschlacht bei Mars la Tour
- 18. August 1870 – Gravelotte–St. Privat
- 19. September bis 1. Oktober 1870 – Einschließung von Paris
- 10. Oktober 1870 – Cherisy
- 11. November 1870 – Berchères (1. Eskadron)
- 17. Dezember 1870 – Droué (4. Eskadron)

Nach dem Waffenstillstand verblieb das Regiment bei der Besatzungsarmee in Frankreich und kehrte am 13. August 1873 in die Friedensgarnison nach Oldenburg zurück.
Die Verluste betrugen:
- Gefallene: vier Offiziere, 26 Mannschaften,
- Verwundete: fünf Offiziere, 108 Mannschaften,
- Gefangene: 17 Mann.

### Erster Weltkrieg
Zu Beginn des Ersten Weltkriegs machte das Regiment am 2. August 1914 mobil, marschierte nach Westen und nahm im gleichen Monat am Vorstoß bis zur Marne teil.
- September 1914 – Rückzug bis hinter die Aisne, Verlängerung des rechten Flügels der Front (Wettlauf zum Meer)
- November 1914 – Verlegung an die Ostfront, teils infanteristischer, teils kavalleristischer Einsatz
- November/Dezember 1914 – Kämpfe bei Lodz, an der Weichsel und am Narew
- September 1915 – Kämpfe bei Wilna
- Februar bis Juli 1916 – Kämpfe am Naroczsee und in Wolhynien
- April 1917 – Kämpfe am Styr-Stochod
- 27. Mai 1917 – Die 4. Eskadron wird Divisionskavallerie bei der 95. Infanterie-Division und bleibt über das Kriegsende hinaus bis 1919 in der Ukraine. Sie trifft am 26. Januar 1919 wieder in Oldenburg ein.

Der Rest des Regiments wurde an die Westfront verlegt und hier im Ordnungs- und Streifendienst in den rückwärtigen Gebieten bis Kriegsende eingesetzt. Die MG-Eskadron war an die Kampftruppe abgegeben worden.
Nach einer Notiz der Oldenburgischen Volkszeitung  vom 2. Oktober 1919 betrugen die Verluste:
- Offiziere: 6 (von 54 = 11,0 %)
- Reserveoffiziere: 8 (von 43 = 19,0 %)
- Mannschaften: 101 (von 1403 = 7,0 %).

### Verbleib
Nach dem Waffenstillstand von Compiègne räumte das Regiment bis 14. November 1918 das besetzten Gebietes und trat den Rückmarsch in die Heimat an. Am 28. Dezember 1918 traf es in Oldenburg ein.
Zum Schutz von Stadt und Land Oldenburg bei möglichen Unruhen wurden die noch nicht zur Entlassung gekommenen jüngeren Dragoner zurückgehalten. Aus den Überresten des Regiments wurde am 6. März 1919 das Freikorps Freiwilligen Verband Dragoner 19 gegründet. Es besaß die Stärke einer Eskadron und führte Patrouillen- und Sicherungsdienste in Emden, Braunschweig und im Ruhrgebiet durch. Das Freikorps wurde später dem Reichswehr-Infanterie-Regiment 110 angegliedert, jedoch bereits am 1. Oktober 1919 zum Reiter-Regiment 10 in Lüneburg überstellt. Stationiert blieb die Eskadron in Oldenburg.

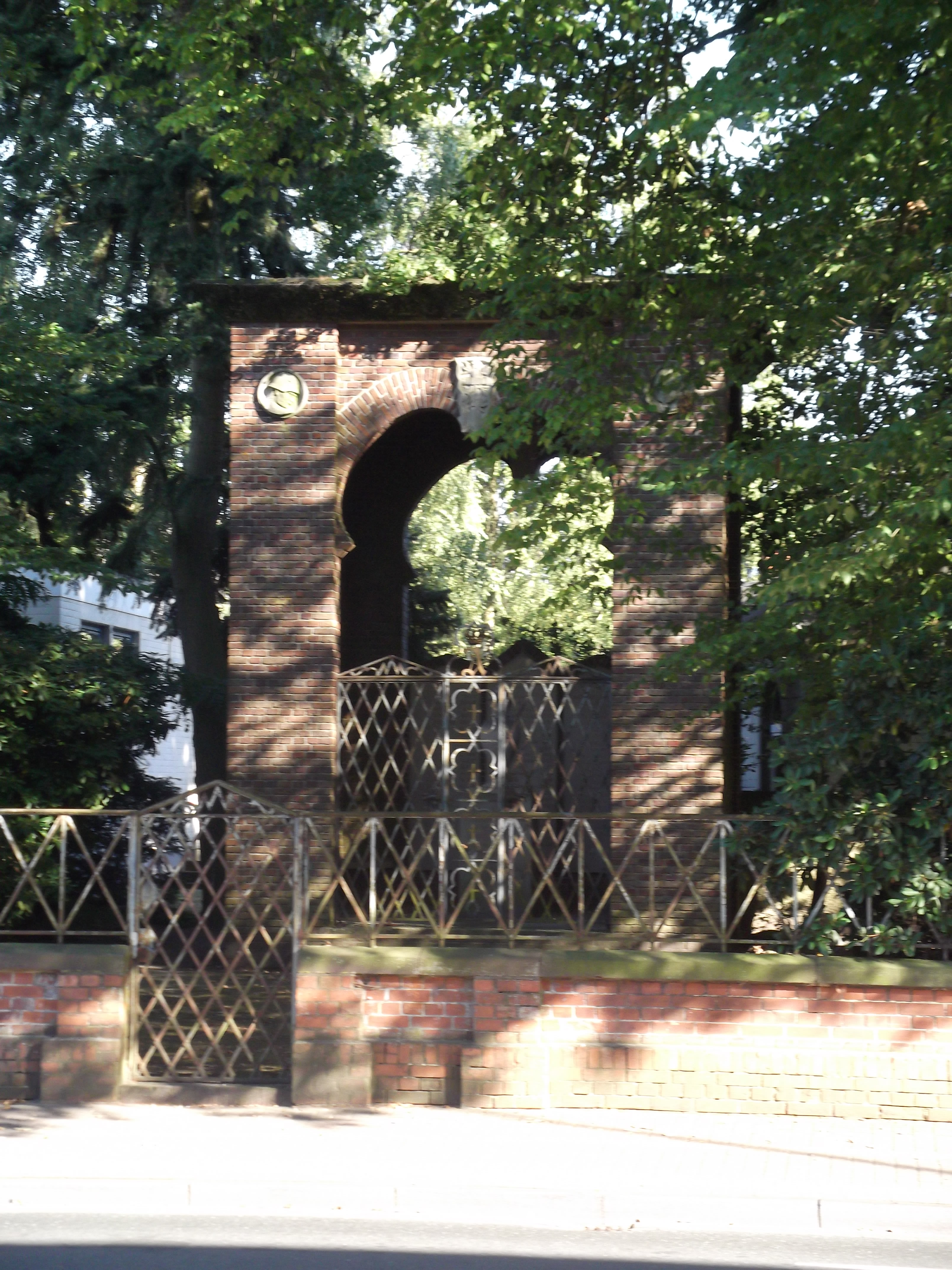
Denkmal des Oldenburgischen Dragoner-Regiments Nr. 19

Nach der Niederschlagung von Unruhen in Westfalen wurden die oldenburgischen Reiter in das neu aufgestellte 15. (Preußisches) Reiter-Regiment in Paderborn eingegliedert. Die Tradition übernahm in der Reichswehr durch Erlass des Chefs der Heeresleitung General der Infanterie Hans von Seeckt vom 24. August 1921 die Ausbildungs-Eskadron in Paderborn. Im Sommer 1937 wurde die Traditionspflege der 13. und 14. Kompanie des Infanterie-Regiments 16 in Oldenburg übertragen. Schon vorher hatten informelle Beziehungen der Traditionsvereine des Regiments zur 13. MW-Kompanie des Infanterie-Regiments 16 bestanden, die in der Dragoner-Kaserne untergebracht war.

## Kommandeure
| Dienstgrad                  | Name                             | Datum                                                           |
| --------------------------- | -------------------------------- | --------------------------------------------------------------- |
| Major                       | August Nolbeck                   | 02. Mai 1849 bis 17. Juli 1850                                  |
| Major                       | Julius von Egloffstein           | 28. August bis 19. November 1850 (mit der Führung beauftragt)   |
| Major/Oberstleutnant        | Julius von Egloffstein           | 20. November 1850 bis 6. August 1857                            |
| Major/Oberstleutnant/Oberst | Otto August Hermann Beseke       | 20. August 1857 bis 2. April 1867                               |
| Major                       | Hieronymus Schotten              | 03. April bis 24. September 1867                                |
| Major                       | Ernst von Trotha                 | 25. September bis 9. Dezember 1867 (mit der Führung beauftragt) |
| Major/Oberstleutnant/Oberst | Ernst von Trotha                 | 10. Dezember 1867 bis 15. Oktober 1873                          |
| Oberstleutnant/Oberst       | Oswald Fedor Hugo von Grodzki    | 16. Oktober 1873 bis 12. Juli 1878                              |
| Major                       | Karl Wilhelm Heinrich von Kleist | 13. Juli bis 11. Oktober 1878 (mit der Führung beauftragt)      |
| Major/Oberstleutnant/Oberst | Karl Wilhelm Heinrich von Kleist | 11. Oktober 1878 bis 12. Mai 1886                               |
| Major                       | Alexander von Engel              | 13. Mai bis 11. Juni 1886 (mit der Führung beauftragt)          |
| Major/Oberstleutnant/Oberst | Alexander von Engel              | 12. Juni 1886 bis 17. November 1890                             |
| Oberstleutnant              | Leonhard von und zu Egloffstein  | 18. November 1890 bis 8. April 1891                             |
| Oberstleutnant/Oberst       | Friedrich August von Oldenburg   | 09. April 1891 bis 5. August 1892                               |
| Oberstleutnant/Oberst       | Eric von Witzleben               | 06. August 1892 bis 16. Juni 1897                               |
| Major/Oberstleutnant        | Ludwig Edgar von Salis-Soglio    | 18. August 1897 bis 20. Januar 1899                             |
| Major                       | Friedrich Hugo von Loos          | 16. Februar 1899 (mit der Führung beauftragt)                   |
| Oberstleutnant/Oberst       | Otto von Hoffmann                | 22. April 1902 bis 1. Oktober 1906                              |
| Oberstleutnant/Oberst       | Kurt Koscielski von Ponoschau    | 01. Oktober 1906 bis 13. November 1911                          |
| Oberstleutnant/Oberst       | Otto von Preinitzer              | 13. November 1911 bis 28. August 1916                           |
| Oberstleutnant              | Bernhard von Goßler              | 28. August 1916 bis Kriegsende                                  |

## Uniform

### Als oldenburgisches Regiment bis 1867
Die erste Uniform des Regiments, die aber schon Ende 1850 stark verändert wurde, bestand aus einem metallfarbenen stählernen Helm mit einem achteckigen Messingstern, in den in Silber das oldenburgische Staatswappen eingeprägt war. Der Waffenrock war schwarz oder schwarzgrün (sogenanntes Russischgrün) mit hellblauem Kragen und Achselklappen sowie weißen Paspelierungen und Knöpfen. Er besaß außerdem hellblaue Ulanenaufschläge. Das Lederzeug war weiß, die Reithose grau mit blauen Paspelierungen. Der Mantel war ebenfalls grau. Im kleinen Dienst wurde eine sogenannte Dienstjacke getragen, die ebenfalls schwarz war. Die Paspelierung des Waffenrocks wurde noch 1849 von weiß auf hellblau verändert.
Die Bewaffnung bestand aus einem Säbel nach niederländischem Modell und Kolbenpistolen.
Ende 1850 wurde der schwarze Waffenrock durch einen hellblauen mit schwarzem Kragen und Achselklappen ersetzt. Er besaß schwedische Aufschläge. Die Arbeitsjacke wurde durch eine blau (vermutlich blau-weiß) gestreifte Drillichjacke ersetzt. Die Offiziere erhielten zusätzlich einen hellblauen Interimsrock mit schwarzem Samtkragen und Ulanenaufschlägen sowie einer schwarzen Schnürung. Tatsächlich ähnelte der Rock einer Husaren-Attila. Er durfte nur im kleinen Dienst mit Mütze getragen werden.
Am 9. Juli 1864 wurde, wie auch im Infanterie-Regiment, anstelle des Helms die sogenannte Russische Mütze eingeführt. Sie war hellblau und besaß einen schwarzen Lederschirm und eine weiße Sturmkette. Die Mützen bewährten sich allerdings nicht, da sie nicht genügend vor der Witterung und Hiebwaffen schützten. Trotzdem scheinen sie bis zur Einführung der preußischen Dragoneruniform Teil der Montur gewesen zu sein.

### Als preußisches Regiment ab 1867
Bis zur Einführung der Dragoneruniform wurden die alten Uniformteile aufgetragen. Diese Übergangszeit betrug offenbar mindestens zwei Jahre.
Die Dragoner trugen einen kornblumenblauen Waffenrock und eine anthrazitfarbene Hose. Der Waffenrock war mit schwedischen Aufschlägen ausgestattet.  Auf den weißen Schulterstücken der Mannschaften und Unteroffiziere befand sich ein rotes A mit Krone, auf den Epauletten waren diese Abzeichen in Tombak ausgeführt.
Die sogenannte Abzeichenfarbe des Regiments war schwarz. Von dieser Farbe waren die Ärmelaufschläge, der Stehkragen, die Epaulettenfelder und Passanten. Die Paspelierung des Kragens war ponceaurot. Die Knöpfe und Beschläge waren aus Neusilber. Von der linken Schulter zur rechten Hüfte lief ein weißes Bandelier mit schwarzer Kartusche.  Der Helm war mit dem preußischen Dragoneradler versehen, auf den ein Gardestern aus Tombak mit dem Oldenburgischen Wappen aufgelegt war. Die Landeskokarde war blau mit einem roten Kreuz, die Lanzenflagge der Mannschaften rot-blau.
Bereits mit A.K.O. vom 14. Februar 1907 befohlen und ab 1909/10 schrittweise eingeführt, wurde anlässlich des Kaisermanövers 1913 die bunte Uniform erstmals durch die feldgraue Felddienstuniform (M 1910) ersetzt. Das Lederzeug und die Stiefel waren naturbraun, der Helm wurde durch einen schilffarbig genannten Stoffüberzug bedeckt. Das Bandelier und die Kartusche wurden zu dieser Uniform nicht mehr angelegt.

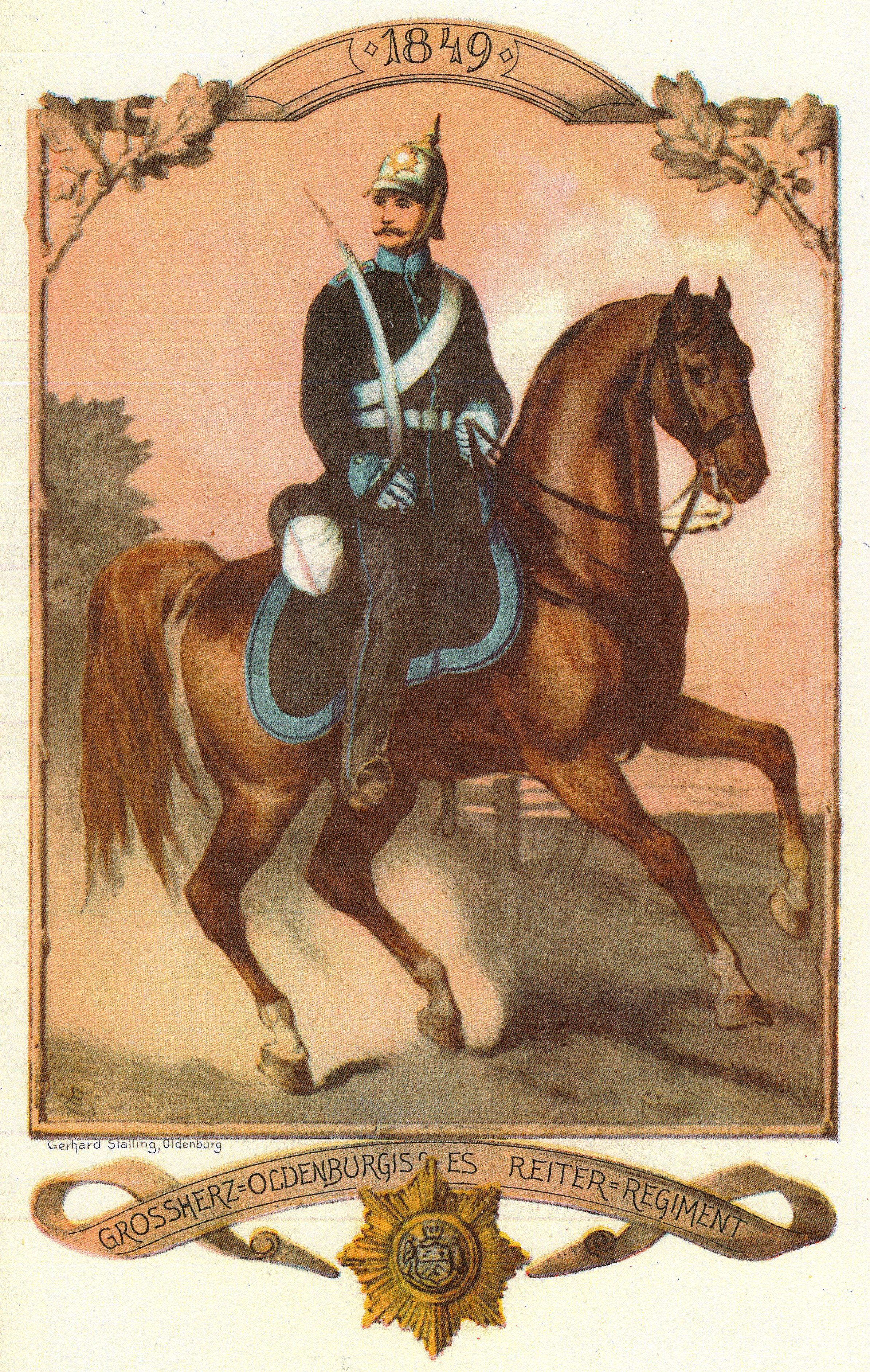
Reiter Regiments, 1849. Uniform mit schwarzem Waffenrock.
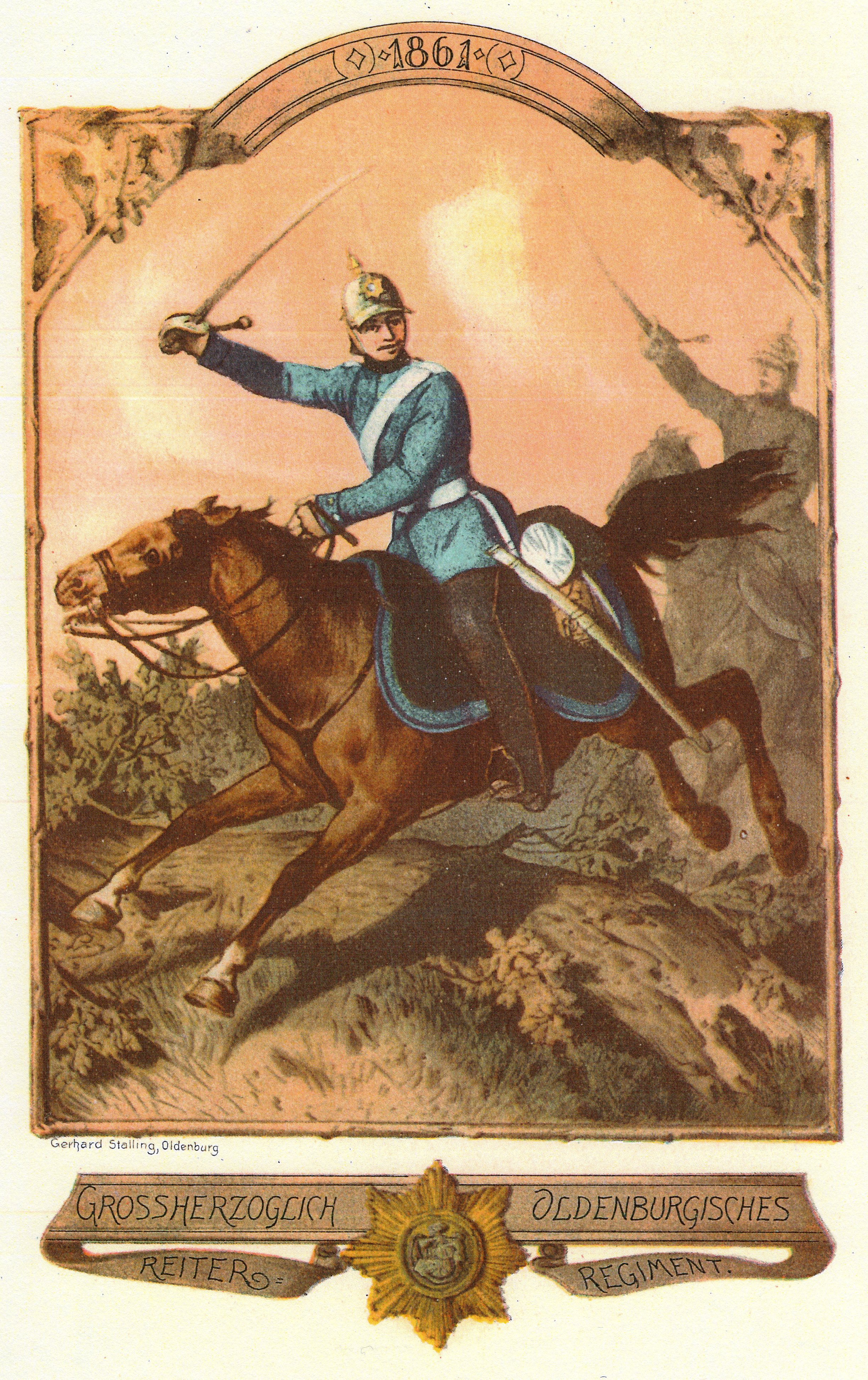
Reiter des Regiments 1861 mit Helm und dem 1850 eingeführten hellblauen Waffenrock nach Muster der preußischen Dragoner
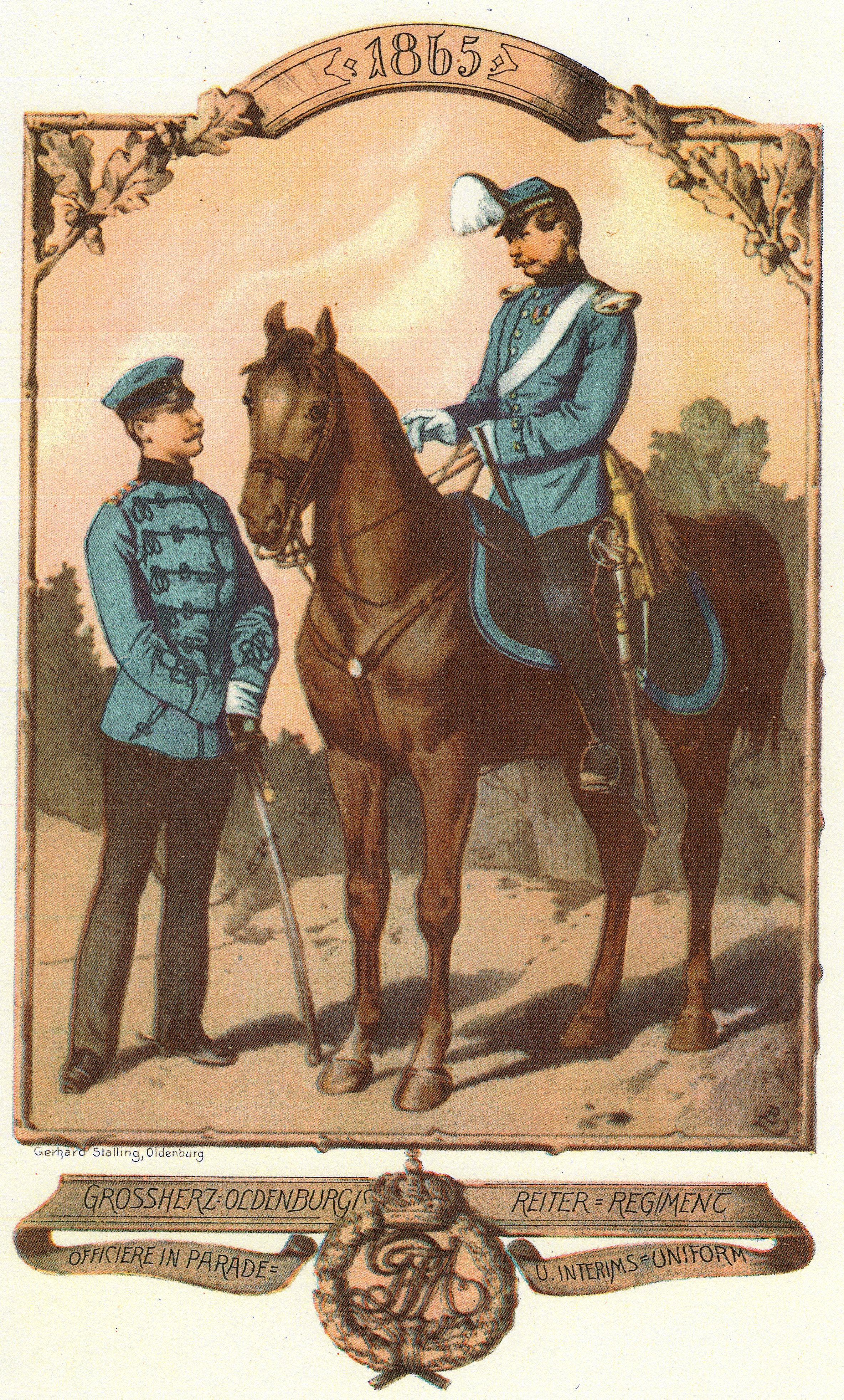
Offiziere des Regiments, 1864.
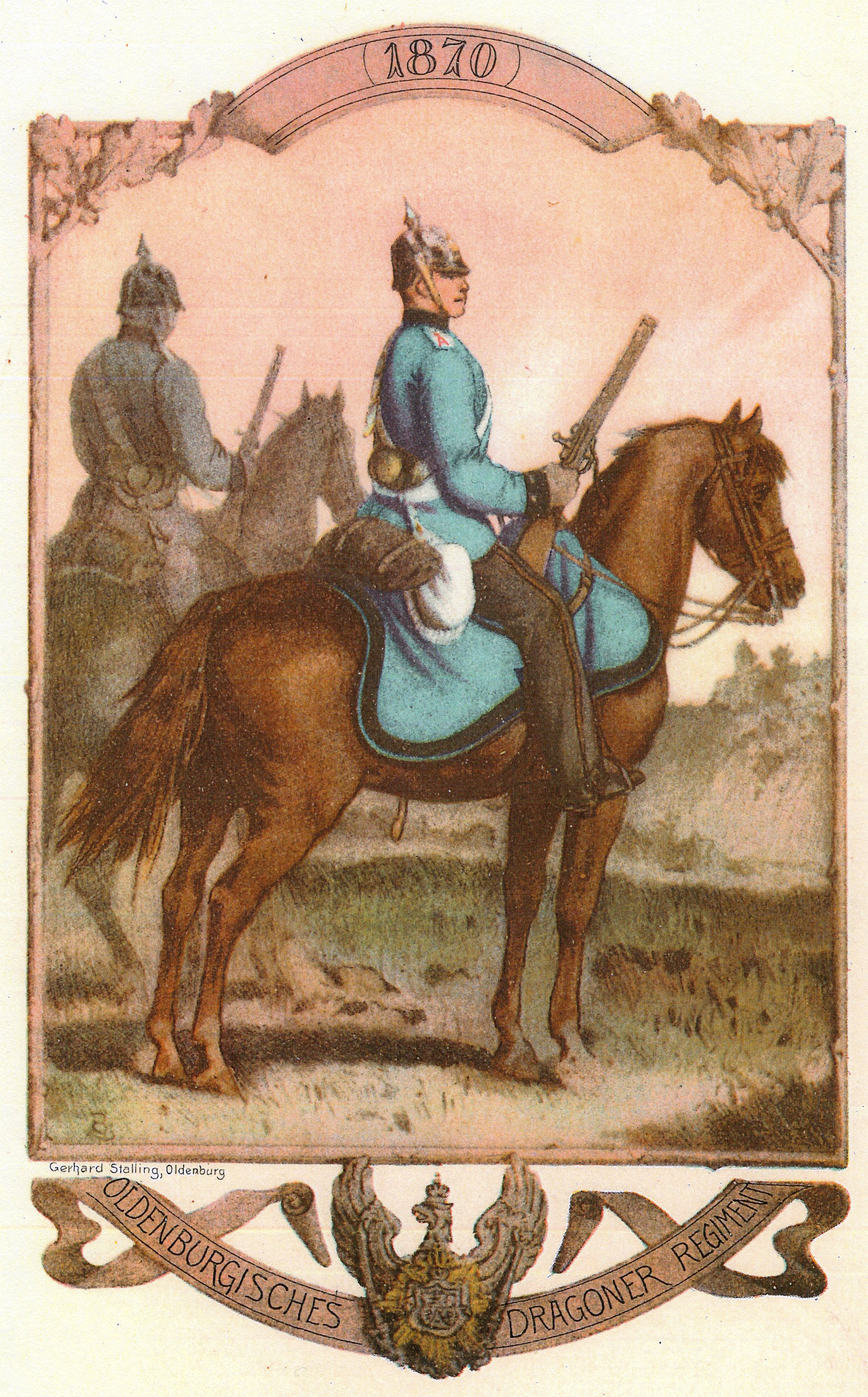
Dragoner des Regiments, 1870.

## Erinnerungskultur

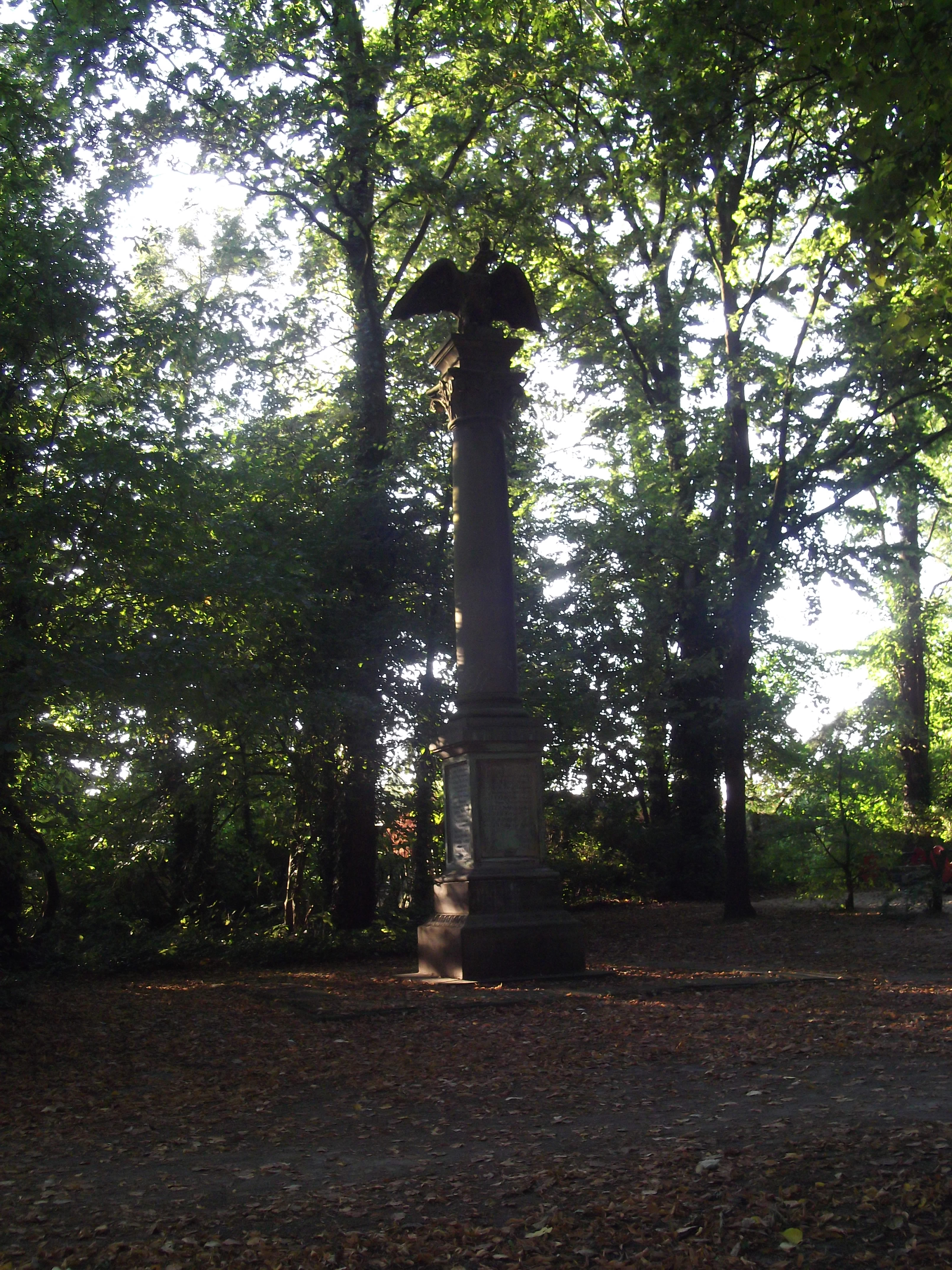
Denkmal des Regiments für die Gefallenen des Deutsch-Französischen Krieges, gleichzeitig der Gefallenen der Gemeinde Osternburg und der Bauernschaft Tweelbäke Wunderburgstraße

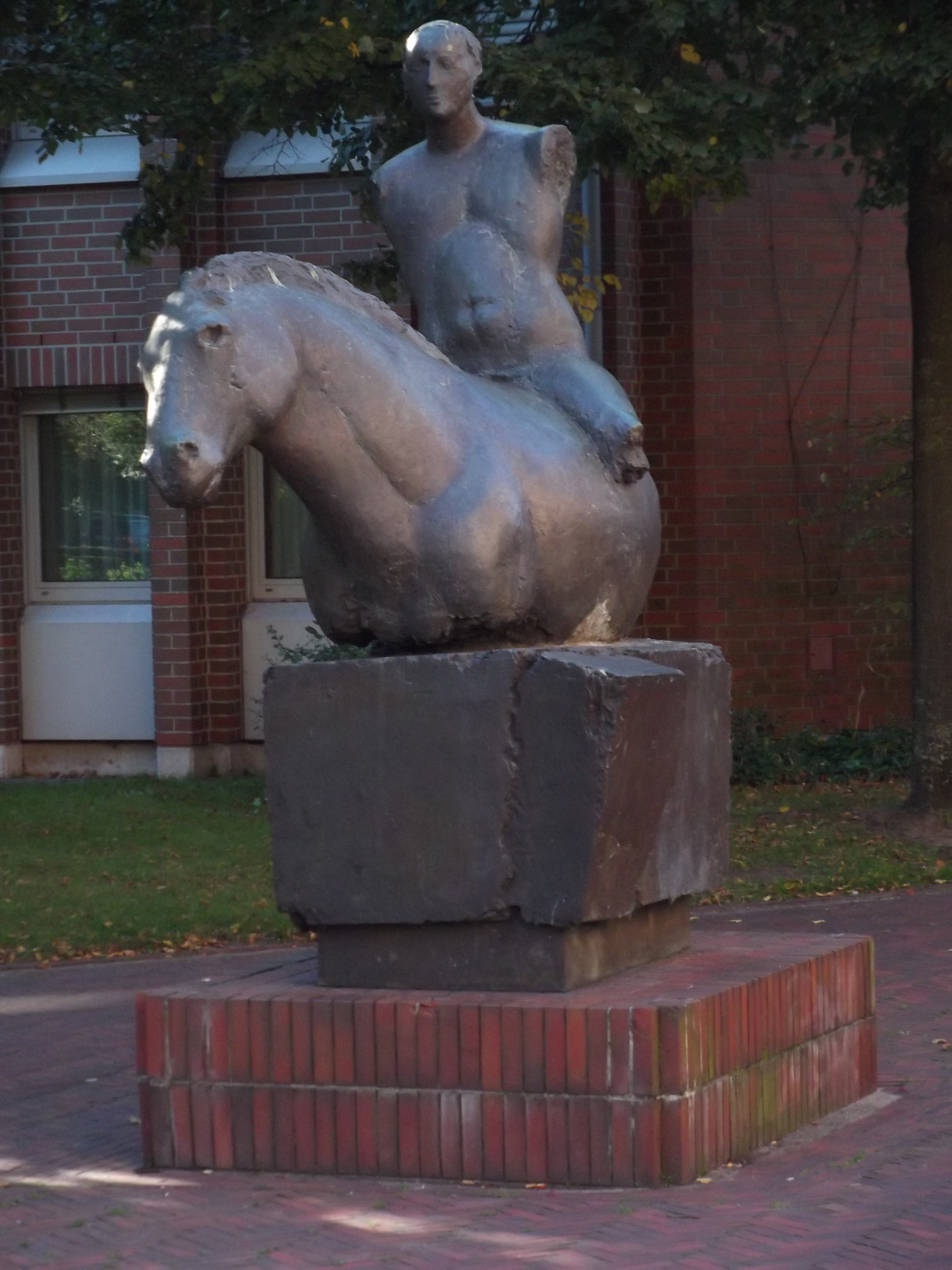
Skulptur von Richard Heß „Fragment eines Reiterdenkmals“, 1990, auf dem Gelände der ehem. Dragoner-Kaserne in OL-Osternburg, Bremer Str.

Für die Gefallenen des Regiments existieren zwei Denkmäler. Das am 28. November 1875 eingeweihte Osternburger Kriegerdenkmal zur Erinnerung an den Deutsch-Französischen Krieg befand sich bis April 1962 an der Bremer Straße/Einmündung Ulmenstraße und wurde anschließend an seinen heutigen Standort im Wunderburgpark versetzt.
Das Denkmal für die Gefallenen des Ersten Weltkriegs wurde 1921 eingeweiht. Es befindet sich auf einem Grundstück der Evangelischen Kirchengemeinde Osternburgs an der Cloppenburger Straße/Bremer Straße.
1990 wurde auf dem Gelände die Skulptur „Fragment eines Reiterdenkmals“ von Richard Heß aufgestellt, die vermutlich an das ehemalige Dragoner-Regiment erinnern soll. An der Skulptur befindet sich kein Hinweis auf  ihren Namen, das Aufstellungsdatum oder den Künstler. Sie besteht aus Bronze und steht auf einem Betonsockel mit Bockhorner Klinkern.